# Anton Marklund
Anton Marklund (Boliden, Suecia; 9 de diciembre de 1992) es un piloto de rallycross sueco que participa actualmente en el Campeonato Mundial de Rallycross de la FIA con el equipo GCK Bilstein.
A nivel continental, ganó en la categoría TouringCar del Campeonato de Europa de Rallycross en 2012 y en 2017 ganó el título en la categoría Supercar.

## Carrera
En 2011, Marklund participó en cinco rondas del Campeonato de Europa de Rallycross con un Ford Fiesta TouringCar de Marklund Motorsport, equipo fundado y dirigido por su padre Jan Marklund. En su segunda carrera en la categoría lorgó su primer y único podio de la temporada en Suecia, consiguió además un cuarto puesto en la República Checa y un quinto puesto en los Países Bajos. Terminó su temporada debut en la categoría en la octava posición con 53 puntos.
En 2012, en su segundo año en la categoría TouringCar del Campeonato Europa de Rallycross, obtuvo dos victorias, en Gran Bretaña y en los Países Bajos y seis segundos puestos, consiguiendó un total de ocho podios sobre diez pruebas disputadas. Con 142 puntos, 21 puntos más que el irlandés Derek Tohill, obtuvo el campeonato europeo de TouringCar.
En 2013, corrió en la categoría Supercar del Campeonato de Europa de Rallycross, conduciendo un Volkswagen Polo de su equipo Marklund Motorsport. No logró llegar a ninguna final en la temporada, sus mejores resultados fueron tres séptimos puestos en Gran Bretaña, Noruega y Austria. Finalizó su temporada debut en la categoría en la séptima posición con 102 puntos.
En 2014, Marklund debutó en el recién creado Campeonato Mundial de Rallycross de la FIA en un Volkswagen Polo Supercar de Marklund Motorsport. Llegó a 5 finales, consiguiendó su primer podio en la categoría en Canadá, donde terminó segundo detrás de Petter Solberg. Terminó la temporada en la sexta posición del campeonato, habiendo anotado puntos en cada prueba disputada.
En 2015, Marklund corrió con el equipo de Mattias Ekström, el EKS RX, conduciendo un Audi S1 en toda las carreras, excepto en Canadá, donde condujo un Volkswagen Polo. Tuvo un mal comienzo de temporada, en las primeras siete rondas solo pudo conseguir puntos en tres, con un séptimo puesto en Bélgica como mejor resultado. Terminó la temporada con fuerza, con un sexto puesto en Turquía y un cuarto puesto en Italia. También en 2015, Marklund corrió en la Audi Sport TT Cup, terminando 16.º en la clasificación general con 63 puntos y con un 8.º puesto como mejor resultado.
En 2016, los equipos Kristoffersson Motorsport y Marklund Motorsport combinaron esfuerzos y participaron en el campeonato con el nombre de Volkswagen RX Sweden, conduciendo un Volkswagen Polo Supercar. Logró entrar en la mitad de las pruebas en semifinales y en tres de ellas llegó a disputar las finales, siendo sus mejores resultados dos cuartos puestos en Bélgica y Suecia. Finalizó la temporada en la decimotercera posición con 76 puntos.
En 2017, después de quedarse sin lugar en el Campeonato Mundial de Rallycross, regresó al Campeonato Europeo de Rallycross con Marklund Motorsport. Comenzó la temporada ganando en Barcelona, a la cual le siguió un segundo puesto en Noruega, donde terminó detrás de su compatriota Robin Larsson y la victoria frente a su público en Suecia. En Francia terminó en la cuarta posición y en la quinta y última ronda de la temporada ganó en Letonia, asegurándose el título europeo de supercars.
En 2018, su temporada volvió a estar centrada en el Campeonato de Europa de Rallycross sumado a un par de wildcards en el Campeonato Mundial de Rallycross. A nivel europeo, comenzó la temporada con un segundo puesto en Barcelona detrás del letón Reinis Nitišs, a ese podio le siguió la victoria en Bélgica, en Suecia no pudo clasificarse a semifinales al terminar decimocuarto y en las dos últimas pruebas de la temporada, en Francia y Letonia en ambas terminó tercero. A nivel mundial, terminó decimoséptimo en el World RX de Gran Bretaña y decimoprimero en el World RX de Noruega. En septiembre fue contratado por GC Kompetition para correr con ellos las tres últimas pruebas de la temporada en Estados Unidos, Alemania y Sudáfrica.
Después de correr con ellos las tres últimas carreras de 2018, fue fichado por GC Kompetition para disputar toda la temporada 2019. En la temporada consiguió dos podios, un tercer puesto en el World RX de Gran Bretaña y un segundo puesto en el World RX de Francia. En el World RX de Noruega, consiguió la victoria pero fue descalificado debido a una irregularidad técnica detectada en su vehículo. Otro resultado notable en la temporada fue el quinto puesto en el World RX de Canadá. Terminó la temporada en la séptima posición de la general con 119 puntos.
En 2020, correrá por tercera temporada consecutiva dentro de la estructura de GC Kompetition pero disputando el mundial para el equipo GCK Bilstein.

## Resultados

### Campeonato de Europa de Rallycross

#### TouringCar
| Año  | Equipo              | Automóvil   | 1     | 2     | 3     | 4      | 5       | 6      | 7     | 8     | 9     | 10      | Pos. | Puntos |
| ---- | ------------------- | ----------- | ----- | ----- | ----- | ------ | ------- | ------ | ----- | ----- | ----- | ------- | ---- | ------ |
| 2011 | Marklund Motorsport | Ford Fiesta | GBR   | POR   | FRA   | NOR 10 | SWE 3   | BEL 11 | NED 5 | AUT   | POL   | CZE 4   | 8.º  | 53     |
| 2012 | Marklund Motorsport | Ford Fiesta | GBR 1 | FRA 2 | AUT 2 | HUN 2  | NOR (6) | SWE 2  | BEL 2 | NED 1 | FIN 2 | GER (7) | 1.º  | 142    |

#### Supercar
| Año  | Equipo              | Automóvil       | 1     | 2     | 3      | 4     | 5     | 6      | 7      | 8     | 9     | Pos. | Puntos |
| ---- | ------------------- | --------------- | ----- | ----- | ------ | ----- | ----- | ------ | ------ | ----- | ----- | ---- | ------ |
| 2013 | Marklund Motorsport | Volkswagen Polo | GBR 7 | POR 9 | HUN 8  | FIN 9 | NOR 7 | SWE 21 | FRA 13 | AUT 7 | GER 9 | 7.º  | 102    |
| 2017 | Marklund Motorsport | Volkswagen Polo | BAR 1 | NOR 2 | SWE 1  | FRA 4 | LAT 1 |        |        |       |       | 1.º  | 129    |
| 2018 | Marklund Motorsport | Volkswagen Polo | BAR 2 | BEL 1 | SWE 14 | FRA 3 | LAT 3 |        |        |       |       | 2.º  | 101    |

### Campeonato Mundial de Rallycross

#### Supercar
| Año  | Equipo               | Automóvil           | 1      | 2      | 3      | 4      | 5       | 6      | 7      | 8      | 9      | 10     | 11     | 12     | 13     | Pos. | Puntos |
| ---- | -------------------- | ------------------- | ------ | ------ | ------ | ------ | ------- | ------ | ------ | ------ | ------ | ------ | ------ | ------ | ------ | ---- | ------ |
| 2014 | Marklund Motorsport  | Volkswagen Polo     | POR 5  | GBR 12 | NOR 8  | FIN 5  | SWE 14  | BEL 4  | CAN 2  | FRA 8  | GER 17 | ITA 6  | TUR 4  | ARG 7  |        | 6.º  | 173    |
| 2015 | EKS RX               | Audi S1             | POR 17 | HOC 20 | BEL 7  | GBR 14 | GER 11  | SWE 25 |        | NOR 8  | FRA 9  | BAR 15 | TUR 6  | ITA 4  | ARG 11 | 12.º | 78     |
| 2015 | EKS RX               | Volkswagen Polo     |        |        |        |        |         |        | CAN 14 |        |        |        |        |        |        | 12.º | 78     |
| 2016 | Volkswagen RX Sweden | Volkswagen Polo     | POR 12 | HOC 15 | BEL 4  | GBR 9  | NOR 15  | SWE 4  | CAN 6  | FRA 18 | BAR 14 | LAT 15 | GER 15 | ARG 11 |        | 13.º | 76     |
| 2018 | Marklund Motorsport  | Volkswagen Polo     | BAR    | POR    | BEL    | GBR 17 | NOR 11  | SWE    | CAN    | FRA    | LAT    |        |        |        |        | 14.º | 35     |
| 2018 | GC Kompetition       | Renault Mégane R.S. |        |        |        |        |         |        |        |        |        | USA 12 | GER 9  | RSA 8  |        | 14.º | 35     |
| 2019 | GC Kompetition       | Renault Mégane R.S. | ABU 7  | BAR 14 | BEL 7  | GBR 3  | NOR DSQ | SWE 8  | CAN 5  | FRA 2  | LAT 9  | RSA 11 |        |        |        | 7.º  | 119    |
| 2020 | GCK Bilstein         | Renault Mégane R.S. | SWE 5  | SWE 8  | FIN 12 | FIN 11 | LAT 14  | LAT 9  | BAR 8  | BAR 3  |        |        |        |        |        | 9.º  | 90     |
| 2021 | Hedströms Motorsport | Hyundai i20         | BAR    | SWE    | FRA    | LAT    | LAT     | BEL 6  | POR    | GER 12 | GER 8  |        |        |        |        | 13.º | 33     |

- * Temporada en curso.